# Coventry

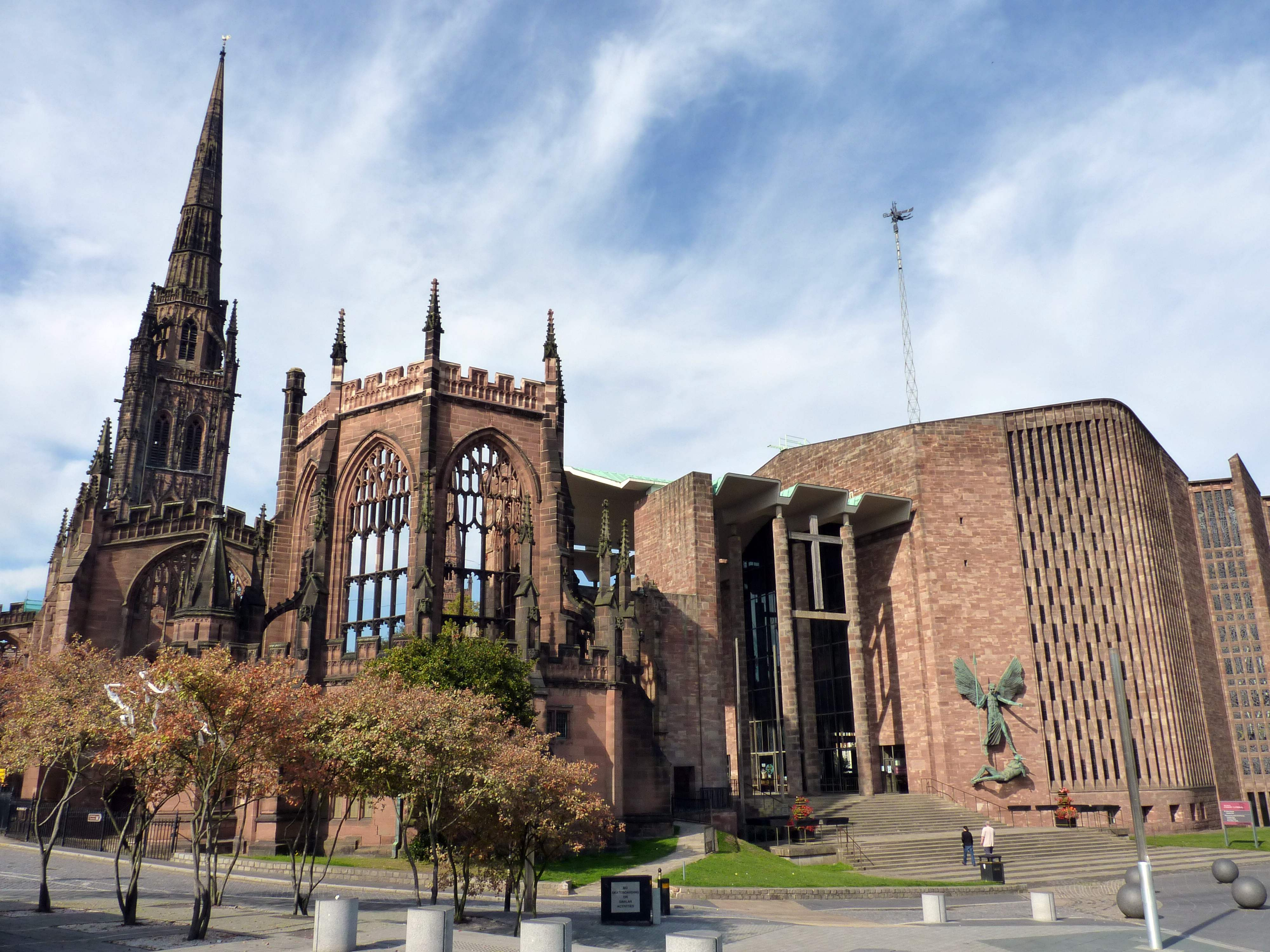
Stara i nowa katedra

Coventry – miasto w środkowej Anglii, w hrabstwie West Midlands, w dystrykcie metropolitalnym Coventry, położone na wschód od Birmingham. W 2021 roku miasto liczyło 344 285 mieszkańców.
W mieście znajduje się stacja kolejowa Coventry i port lotniczy Coventry.

## Historia
Według tradycji podaje się, że Coventry datuje się od 1043 roku, kiedy Leofric, książę Mercji założył tu benedyktyńskie opactwo. Coventry zostało wspomniane w Domesday Book (1086) jako Coventreu. Prawa miejskie miasto uzyskało w 1153 roku. W średniowieczu Coventry było znane jako ważny ośrodek tkactwa. Tkaniny z Coventry, szczególnie wełniane, były poszukiwanym towarem w całej średniowiecznej Europie. W XIV wieku miasto przeżywało rozkwit i stało się 4. co do wielkości miastem Anglii. Na początku 2. połowy wieku zostało otoczone murami miejskimi. W XVI wieku nadeszły ciężkie czasy dla tkactwa i miasto podupadło. Podczas wojny domowej Coventry wsparło siły Parlamentu, w wyniku czego król Karol II rozkazał zniszczyć mury miejskie. W XVIII i XIX wieku z nastaniem prosperity dla włókiennictwa i rewolucji przemysłowej miasto zaczęło dynamicznie się rozwijać.
Rozwój demograficzny miasta:
- 16 000 (1801)
- 62 000 (1901)
- 220 000 (1945)
- 335 238 (1971)
- 300 800 (2001)

W XX wieku Coventry stało się centrum angielskiego przemysłu maszynowego i motoryzacyjnego. W okresie II wojny światowej miasto zostało poważnie zniszczone przez naloty niemieckiego lotnictwa. Najpoważniejsze naloty miały miejsce 14 listopada 1940 roku. 
Dla upamiętnienia ciężkich bombardowań z 1940 pozostawiono, jako pomnik, ruiny zburzonej katedry z XIV wieku (obok wzniesiono nową katedrę). Z gwoździ pochodzących z więźby dachowej zrujnowanej katedry utworzono ponad 160 krzyży (niem. Nagelkreuz). Krzyże te – jako symbol pokoju i pojednania – przekazano m.in. do Kościoła Pamięci Cesarza Wilhelma w Berlinie (który podzielił los katedry – został zniszczony w czasie nalotów alianckich) oraz innych kościołów w Niemczech.
Po wojnie losy Coventry były zmienne. Początkowo podniosło się z ruin i rozwinęło, by w czasie recesji popaść w kłopoty. Pod koniec XX wieku rozpoczęła się stopniowa odbudowa potencjału gospodarczego miasta.

## Gospodarka
W mieście rozwinął się przemysł lotniczy, rakietowy, samochodowy, elektroniczny, maszynowy oraz chemiczny.

## Sport
Miasto jest ośrodkiem sportu żużlowego. W brytyjskiej lidze żużlowej występuje Coventry Bees, natomiast na Coventry Stadium w latach 1998–2000 odbyły się trzy rundy Grand Prix Wielkiej Brytanii.
W mieście działa klub piłkarski Coventry City F.C. i hokejowy Coventry Blaze.

## Polonia
- Katolickie Stowarzyszenie Młodzieży Polskiej

- Lokalna Polska Misja Katolicka św. Stanisława Kostki

- Polska Szkoła

- Polski Ośrodek Społeczny (Polish Community Centre)[4].

## Miasta partnerskie

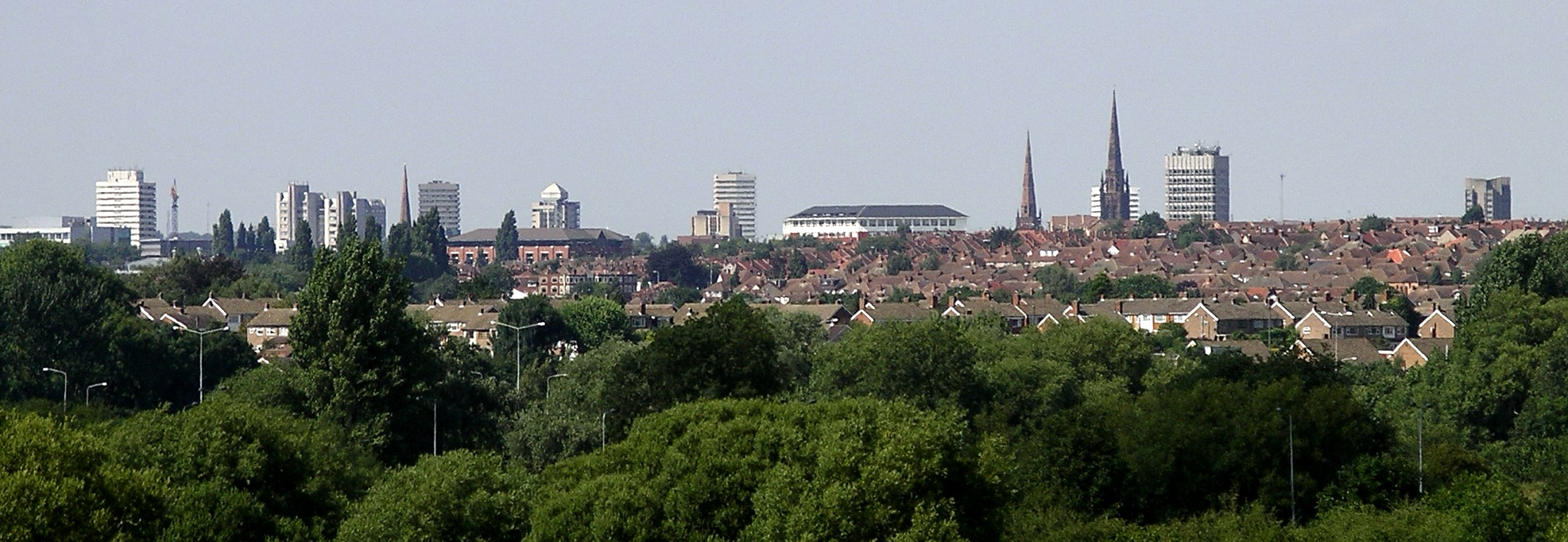
Panorama miasta

- Coventry
- Arnhem
- Belgrad
- Bolonia
- Caen
- Cork
- Cornwall
- Drezno
- Dunaújváros
- Gałacz
- Granby
- Jinan
- Kecskemét
- Kilonia
- Kingston
- Lidice
- Ostrawa
- Parkes
- Saint-Étienne
- Sarajewo
- Wołgograd
- Warszawa
- Windsor
- Graz
- Coventry
- Coventry